# Xiaomi Mi 10
Xiaomi Mi 10 – smartfon chińskiej spółki Xiaomi. Telefon zaprezentowano 14 lutego 2020 roku w Chinach, a w Polsce – 31 marca 2020, wraz z modelem Xiaomi Mi 10 Pro.